# Pierre Arditi
Pierre Arditi (* 1. prosince 1944 Paříž) je francouzský divadelní a filmový herec, dvojnásobný držitel ceny César, držitel Molièrovy ceny a rytíř Řádu čestné legie.

## Život a kariéra
Jeho otcem byl malíř Georges Arditi, matka byla Belgičanka. Jeho sestrou jeho herečka Catherine Arditi. Jeho kmotrem byl lékař Georges Canetti, sefardský Žid. Arditi sám sebe označuje jako „ateistického Žida“.
Jeho nástup na divadelní scénu byl pozvolný. K herectví ho promluvila jeho sestra Catherine. Trvalo mu delší dobu, pokud na jevišti nabyl potřebnou jistotu. Přesto se ale postupně vypracoval na jednoho z nejpřednějších francouzských divadelních herců.
V začátcích filmové kariéry hodně spolupracoval s režisérem Alainem Resnaisem. Společně s Andrém Dussollierem a Sabine Azémou patřil k jeho oblíbeným hercům.
V roce 1987 získal svého prvního Césara za vedlejší roli ve filmu Mélo. V roce 1994 obdržel ocenění v hlavní kategorii za roli ve filmu Smoking/No Smoking. Oba filmy byly také výsledkem spolupráce s Resnaisem.
Kromě filmového herectví celý život také hodně vystupuje v divadle a často spolupracuje s televizí. Stejně tak se věnuje dabingu. Známým je zejména jeho dabování herce Christophera Reeva.

## Filmografie (výběr)

### Celovečerní filmy
- 1978: Pán prstenů (The Lord of the Rings, The), režie Ralph Bakshi
- 1980: Můj strýček z Ameriky (Mon oncle d'Amérique), režie Alain Resnais
- 1983: Život je román (La Vie est un roman), režie Alain Resnais
- 1984: Láska až za hrob (L'Amour à mort), režie Alain Resnais
- 1986: Mélo (Mélo), režie Alain Resnais
- 1987: Agent trouble (Agent trouble), režie Jean-Pierre Mocky
- 1989: Rozchod po francouzsku (Vanille fraise), režie Gérard Oury
- 1993: Smoking/No Smoking (Smoking/No Smoking), režie Alain Resnais
- 1993: Malá apokalypsa (La Petite apocalypse), režie Costa-Gavras
- 1995: Husar na střeše (Le Hussard sur le toit), režie Jean-Paul Rappeneau
- 1996: Rozmary řeky (Les Caprices d'un fleuve), režie Bernard Giraudeau
- 1996: Rošťák Beaumarchais (Beaumarchais, l'insolent), režie Edouard Molinaro
- 1997: Stará známá písnička (On connaît la chanson), režie Alain Resnais
- 2000: Herci (Les Acteurs), režie Bertrand Blier
- 2004: Když mi bylo poprvé dvacet (La Première fois que j'ai eu 20 ans), režie Lorraine Levy
- 2005: Odvaha milovat (Le Courage d'aimer), režie Claude Lelouch
- 2005: Jeden zůstává, druhý odchází (L'Un reste, l'autre part), režie Claude Berri
- 2006: Zbloudilá srdce (Coeurs), režie Alain Resnais
- 2006: Velký apartmán (Le Grand appartement), režie Pascal Thomas
- 2009: Společenská pravidla (Le Code a changé), režie Danièle Thompson
- 2010: Hlava na hlavě (Ensemble c'est trop), režie Léa Fazer
- 2012: Ještě jste nic neviděli (Vous n'avez encore rien vu), režie Alain Resnais a Bruno Podalydès
- 2015: Sladký útěk (Comme un avion), režie Bruno Podalydès
- 2017: Pan a paní Adelmanovi (Monsieur et Madame Adelman), režie Nicolas Bedos
- 2019: Tenkrát podruhé (La Belle Époque), režie Nicolas Bedos

### Televize
- 1988: Palace (Palace), televizní film, režie Germinal Tenas
- 1995: Dreyfusova aféra (L'affaire Dreyfus), televizní seriál, režie Yves Boisset
- 1998: Hrabě Monte Cristo (Le Comte de Monte Cristo), televizní film, režie Josée Dayan
- 2010: Le Grand restaurant (Le Grand restaurant), televizní film, režie Gérard Pullicino

## Ocenění

### César
- 1987: César pro nejlepšího herce ve vedlejší roli za film Mélo
- 1994: César pro nejlepšího herce za film Smoking/No Smoking

### Molièrova cena
Ocenění
- 1987: Molièrova cena pro herce ve vedlejší roli za představení La Répétition ou l'Amour puni

Nominace
- 1995: Molièrova cena pro herce za představení « Art »
- 1999: Molièrova cena pro herce za představení Rêver peut-être
- 2002: Molièrova cena pro herce za představení L'École des femmes

### Jiná ocenění
- 1987: cena 7 d'or pro nejlepšího herce za televizní film Le Parfait Amour
- 2002: rytíř Řádu čestné legie
- 2007: nositel Národního řádu za zásluhy